# Aéroport de Kananga
L'aéroport de Kananga (code IATA : KGA • code OACI : FZUA) est un aéroport de la ville de Kananga dans la province de Kasaï-Central en République démocratique du Congo. L'aéroport de Kananga peut accueillir aussi bien des vols intérieurs que des vols internationaux.

## Situation
| Bandundu Basango Mboliasa Bunia Gbadolite Gemena Goma Ilebo Kalemie Kananga Kikwit Kindu Kinshasa-Ndjili Kinshasa-N'Dolo Kisangani Kolwezi Lodja Lubumbashi Matari Matadi Mbandaka Mbuji Mayi Nioki Tshikapa Tshumbe |